# Фронтера Ривера
«Фронтера Ривера», полное название Общественный и спортивный клуб «Фронтера Ривера Чико» (исп. Club Social y Deportivo Frontera Rivera Chico) — уругвайский футбольный клуб из города Ривера. В настоящий момент выступает в чемпионате департамента.

## История
1 октября 1932 года в Ривере был образован Общественный клуб «Ривера Чико» (Club Social Rivera Chico). 2 июня 1944 там же был организован Спортивный клуб «Фронтера» (Club Atlético Frontera), который с 1946 года стал называться «Платенсе» (Platense). 23 сентября 1973 года эти две команды объединились, организовав клуб «Фронтера Ривера Чико».
В 1996 году «Фронтера Ривера» вышла из состава Организации футбола Интериора, чтобы получить профессиональный статус и с 1997 года стала выступать во Втором дивизионе чемпионата Уругвая. Уже в следующем году команда сумела занять квалифицироваться в Примеру на следующий год — первой среди клубов Интериора. Ассоциация футбола Уругвая приняла решение расширить Примеру в следующем году за счёт включения ещё трёх клубов из Интериора.
В первом же матче в гостях «Фронтера Ривера» сумела сыграть вничью с будущим чемпионом и одним из сильнейших клубов Уругвая «Пеньяролем» — 1:1. «Фронтера Ривера» довольно успешно провела чемпионат 1999 года, финишировав на 9 месте из 15 команд, по дополнительным показателям обогнав «Такуарембо» и подтвердив, тем самым, статус лучшей команды Интериора.
В 2000 году «Фронтера Ривера» выступила значительно хуже, заняв 16-е место среди 18 клубов. Команда могла сохранить место в элите за счёт своеобразной системы вылета, но финансовые проблемы вынудили руководство снять команду даже с соревнований Второго дивизиона 2001 года. «Красные» вернулись в ОФИ и по настоящее время выступают в чемпионате своего департамента.
Домашним стадионом «Фронтеры Риверы» является 30-тысячный Атилио Пайва Оливера — второй по вместимости стадион Уругвая, принимавший матчи Кубка Америки 1995 года.

## Достижения
- 2 сезона в Примере: 1999 (9-е место), 2000 (16-е место)
- 2 сезона во Втором профессиональном дивизионе: 1997 (13-е место), 1998 (5-е место)
- 8-кратный чемпион департамента Ривера